# أبو إسحاق الساحلي
أبو إسحاق الساحلي المعروف بـالطُّوَيجِن (1290، غرناطة – 1346، تمبكتو)، شاعر ودبلوماسي ومهندس معماري مسلم أندلسي. اشتهر بتصميمه لمسجد جينغربر خلال حُكم منسا موسى في مملكة مالي.

## مسيرته
في عام 1324، التقى الساحلي بمنسا موسى حاكم مملكة مالي، أثناء حجّه إلى مكة. ووفقًا للمؤرخ عبد الرحمن السعدي ‏، فقد كان منسا موسى مسرورًا جدًا بمواهب الساحلي الشعرية والسردية لدرجة أنه دعاه للعودة إلى مالي معه. استقرّ الساحلي في المركز الفكري والتجاري المتنامي في تمبكتو، حيث بنى غرفة جمهور لمنسا موسى، مما دلّ على موهبته في المعمار. كان موسى معجبًا جدًا لدرجة أنه تعاقد مع الساحلي لبناء مسكنه الجديد ومسجد جينغربر المشهور في تمبكتو. في حين أن المنزل قد ضاع مع مرور الوقت، لا يزال مسجد جينغربر قائمًا في تمبكتو.
على الرغم من أنه يعتقد أنه لم يتزوج أبدًا، إلا أنه يقال إنه أنجب العديد من الأطفال الذين استقروا لاحقًا في ولاتة.

## وفاته
كانت وفاته يوم الاثنين 27 جمادى الثانية سنة 747 هـ الموافق لسنة 1346م بتمبكتو في مالي.
زار ابن بطوطة قبره، مشيرًا إلى أنه كان يُدعى الطُّوَيجِن في موطنه غرناطة.